# Comunità ebraica di Cherasco
Cherasco fu sede, dal XVI agli inizi del XX secolo, di una piccola ma fiorente comunità ebraica, ora sezione della comunità ebraica di Torino.

## La storia
La presenza di ebrei è documentata fin dal Cinquecento per la conduzione di banchi di prestito, ma anche per la produzione della seta e il commercio dei tessuti. Un documento del 1543 documenta l'arrivo in città di un certo Benedictus Debenedetti, i cui discendenti rimarranno per secoli legati alla cittadina. Ma è nel Settecento che si consolida la presenza ebraica a Cherasco. Il ghetto fu istituito dai Savoia nel 1740 in un grande caseggiato (ancor oggi identificabile), all'angolo tra le odierne via Marconi e via Vittorio Emanuele. A quest'epoca risale anche la costruzione della sinagoga, rinnovata nel 1797, la quale conserva a tutt'oggi gli arredi barocchi originali ed il carattere familiare e nascosto delle sinagoghe del tempo.
La comunità ebraica di Cherasco fu sempre numericamente modesta. La fine del ghetto, nel 1848, significò anche il rapido declino demografico con l'emigrazione verso i centri maggiori della regione, tanto che già nel 1857 la Legge Rattazzi aggregò la comunità a quella di Cuneo, e la Legge Falco nel 1930 a quella di Torino. Tra i membri illustri della comunità di questo periodo si ricorda in particolare Emilio Debenedetti, il primo ebreo italiano laureato in ingegneria, che agli inizi del XX secolo dotò la cittadina della prima illuminazione elettrica e donò alla torre civica la campana, che alla sua morte per sua espressa volontà accompagnò con tre rintocchi il suo funerale. 
A testimonianza della presenza ebraica a Cherasco rimane anche il piccolo cimitero nella via Salita vecchia, all'ingresso del paese.